# Посёлок института полиомиелита

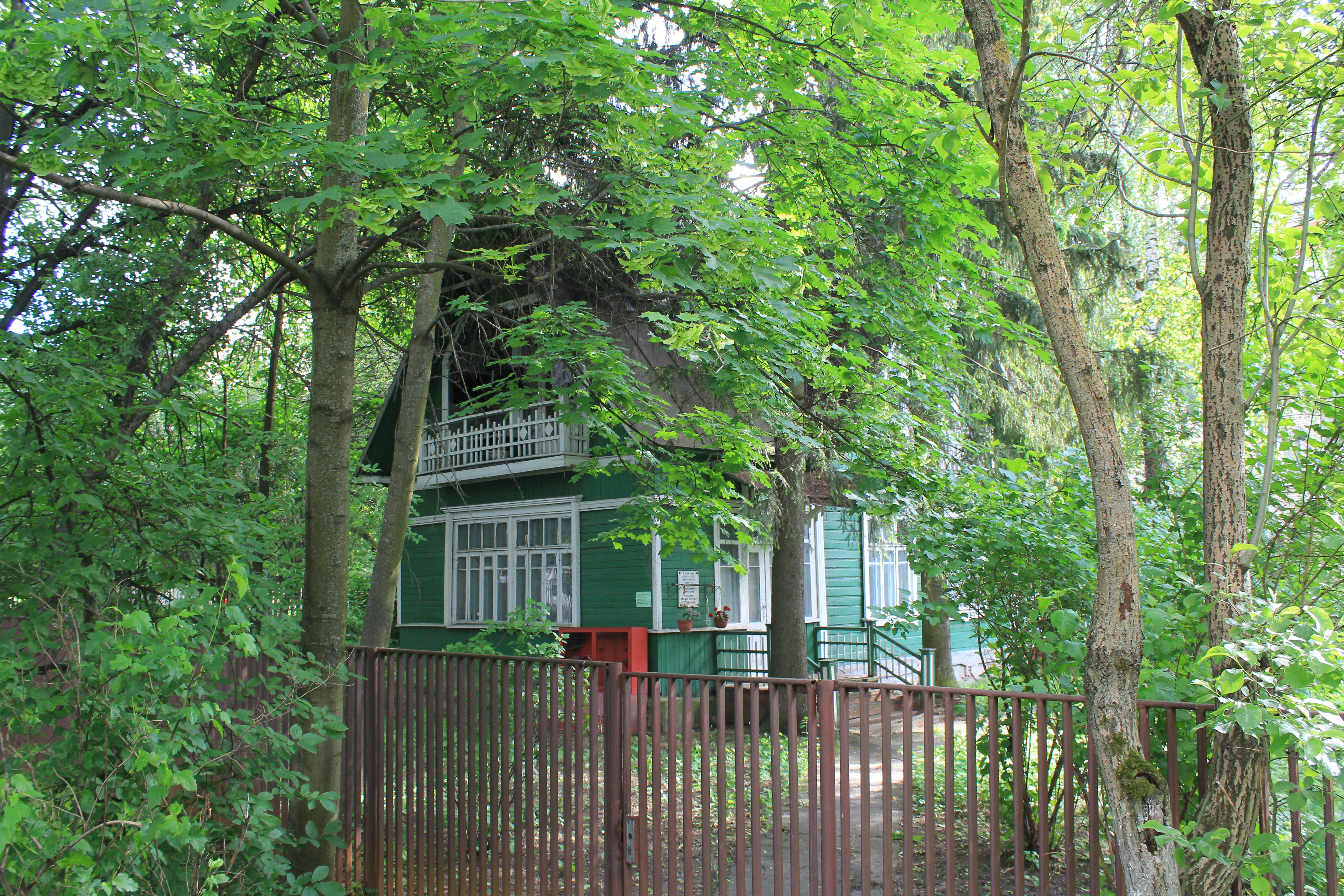
Последний из 11 двухэтажных деревянных коттеджей, построенных в 1943 году для санатория летчиков «Внуково». В 1956 году санаторий был упразднен и на его базе был создан институт по изучению полиомиелита АМН СССР, позднее получивший название институт полиомиелита и вирусных энцефалитов. В коттеджах проживали первые сотрудники института. В коттедже № 7 с 1956 по 1993 г. жил и работал основатель института академик АМН СССР Михаил Петрович Чумаков. В его память на коттедже установлена мемориальная доска

Посёлок институ́та по̀лиомиели́та — населённый пункт в Новомосковском административном округе Москвы (до 1 июля 2012 года был в составе Ленинского района Московской области). Входит в состав поселения Московский.
Был основан в 1955 году для проживания сотрудников градообразующего предприятия института полиомиелита и вирусных энцефалитов РАМН имени М. П. Чумакова. Включает в себя 7 домов, один детский сад.

## Население
| 2002 | 2006  | 2010  |
| ---- | ----- | ----- |
| 1226 | ↘1220 | ↗1241 |

Согласно Всероссийской переписи, в 2002 году в посёлке проживало 1226 человек (538 мужчин и 688 женщин). По данным на 2005 год в посёлке проживало 1220 человек.

## География
Посёлок Института Полиомиелита находится у Киевского шоссе. На юго-востоке граничит с городом Московский.
|                   |  |                   |  |                        |
| Застройка посёлка |  | Застройка посёлка |  | Проходная ПИПВЭ и ИПВЭ |